# 엘리베이터 피치
엘리베이터 피치(elevator pitch)란 어떤 상품, 서비스 혹은 기업과 그 가치에 대한 빠르고 간단한 요약 설명이다. 로켓 피치라고도 한다. 엘리베이터 피치라는 이름은 엘리베이터에서 중요한 사람을 만났을 때 자신의 생각을 요약하여 20초에서 3분이라는 짧은 시간에 전달할 수 있어야 한다는 의미로 지어졌다. 엘리베이터 피치는 주로 말, 글, 비디오의 형태로 전달된다.
프로젝트 매니저, 세일즈맨, 정책 결정자 등 여러 사람들은 엘리베이터 피치를 연습하고 실제로 사용하여 자신의 주장을 빠르게 전달한다. 또, 기업가들은 자본가나 투자가의 투자를 받기 위하여 엘리베이터 피치를 이용한다. 몇몇 자본가는 아이디어의 가치를 엘리베이터 피치를 듣고 결정하기 때문이다. 이런 형식의 말하기는 면접, 데이트, 서비스 요약 등 여러 가지 용도로 쓰인다.

## 엘리베이터 피치의 내용
아래의 내용은 엘리베이터 피치에 포함되는 일반적인 내용으로 밑의 순서대로 말을 한다.
1. 자기 소개
2. 문제 제기
  1. 고객이 겪고 있는 불편함
3. 제품/서비스 설명
  1. 제품의 주요 기능과 특징
  2. 수익 창출 방법
4. 고객과 시장에 대한 이해
  1. 주요 고객
  2. 주요 경쟁자
  3. 경쟁자와의 차별성
5. 기타 보조 자료

## 엘리베이터 피치 대회
- 2011년 10월 28일: 계명대학교가 엘리베이터 피치 콘테스트를 개최하였다.[3]

## 같이 보기
- 사업계획서
- 라이트닝 토크
- SWOT 분석